# Curtiss Condor II
Ne doit pas être confondu avec Focke-Wulf Fw 200.
Le Curtiss T-32 Condor II  était un avion civil et militaire bimoteur construit par la société Curtiss Aeroplane and Motor Company durant les années 1930.